# Прибутковий будинок на вулиці Жилянській 43б
Прибутковий будинок на вулиці Жилянській 43б — будинок на розі вулиць Жилянська та Тарасівська в місті Київ.

## Опис
Цегляний, триповерховий, Г-подібний будинок, побудований у стилі неоренесанс. Прикрашений гарним цегляним декором — русти, лиштви, карнизи. Наріжний кут підкреслений ризалітом з оригінальним декоративним вікном. Фронтончики по боках вікна мають рідкісну оздобу радянської доби — картуші із зображенням серпа і молота (наразі закрите пластиною). Будинок розташований на розі вулиць, має значне містобудівне значення. Цінна пам'ятка культурного надбання м. Києва, що пропонується для занесення до переліків щойновиявлених пам'яток архітектури, історії, науки і техніки.

## Галерея

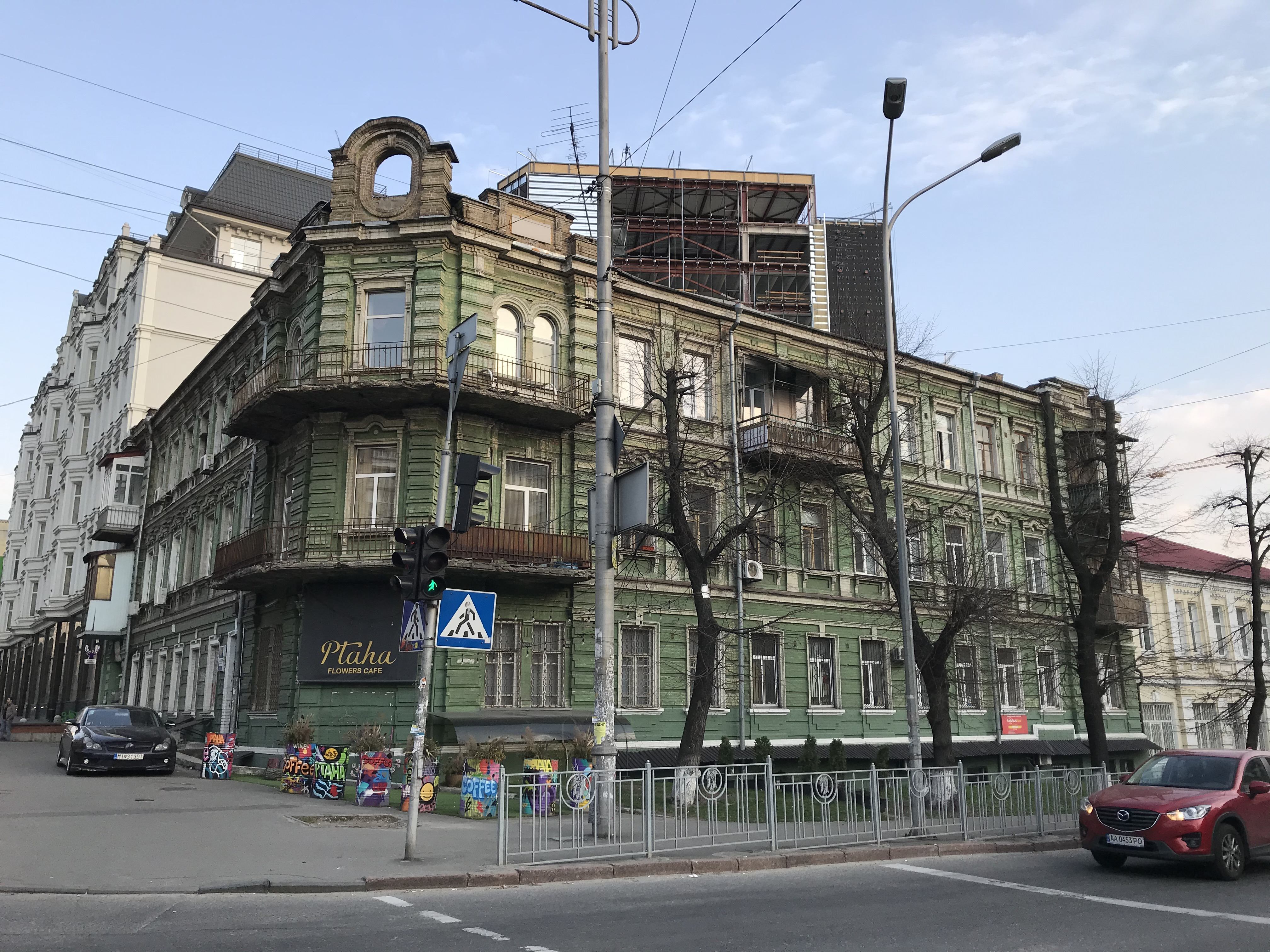
Загальний вигляд
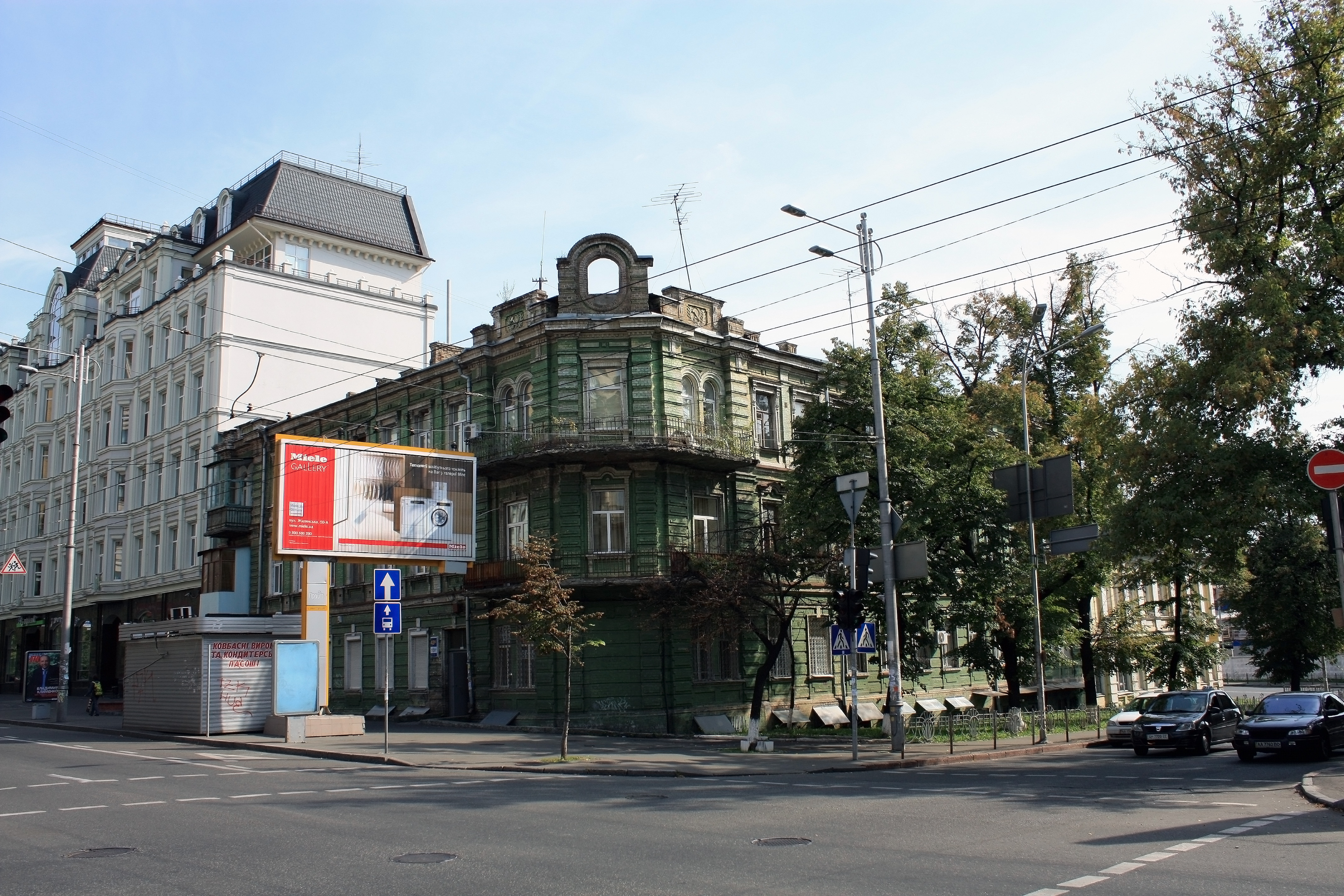
Вигляд влітку. На фронтончиках видно серп і молот